# Hachimon
Hachimon (jap. 八門, dt. acht Tore) ist eine von Tetsuhiko Asai geschaffene Karate-Kata. Sie ist dem Shōtōkan-Karate zuzurechnen.
Zu den Charakteristiken dieser Kata gehört ein Embusen in achtzackiger Sternform, den acht Hauptrichtungen der Windrose auf einem Kompass entsprechend. Dazu kommt ein ständiger Fluss an Stellungs- und Richtungswechseln, was Hachimon in Kombination mit unter anderem beidhändigen Techniken, der Distanzverkürzung und -verlängerung, Tai Sabaki oder auch einem Ushiro-Geri im Kniestand zu einer recht anspruchsvollen Kata macht. Bei der Ausführung ist insbesondere auf korrekte Stellungs- und Beinarbeit zu achten.
Man kann Hachimon auch als Zusammenfassung der ebenfalls von Asai entwickelten, für den fortgeschrittenen Anfängerbereich gedachten Junro-Katas betrachten, da sie viele der in den Junro-Kata gelehrten Prinzipien in sich vereint.